# Farruko
Carlos Efrén Reyes Rosado (Bayamón, Puerto Rico, 2 de maig de 1991), més conegut pel seu nom artístic Farruko, és un cantant porto-riqueny de reggaeton que va debutar com a solista el 2010 amb l'àlbum d'estudi El Talento Del Bloque.

## Discografia
Àlbums d'estudi
- 2010: El Talento Del Bloque
- 2012: The Most Powerful Rookie
- 2013: Imperio Nazza Farruko Edition
- 2014: Farruko Presents Los Menores
- 2015: Visionary
- 2016: Trap Picante
- 2018: Gangalee
- 2019: En Letra De Otro

## Gires
- 2010 - 2011: El Talento Del Bloque Tour
- 2012: TMPR Tour
- 2013: El Imperio Nazza Farruko Edition Tour
- 2015: Los Menores Tour Bus
- 2016: Visionary World Tour